# Forcipomyia subulipenis
Forcipomyia subulipenis är en tvåvingeart som beskrevs av Sinha, Mazumdar och Chaudhuri 2003. Forcipomyia subulipenis ingår i släktet Forcipomyia och familjen svidknott.
Artens utbredningsområde är Västbengalen (Indien). Inga underarter finns listade i Catalogue of Life.